# Maizières-lès-Vic
Maizières-lès-Vic és un municipi francès, situat al departament del Mosel·la i a la regió del Gran Est. L'any 2007 tenia 446 habitants.

## Demografia

### Població
El 2007 la població de fet de Maizières-lès-Vic era de 446 persones. Hi havia 192 famílies, de les quals 64 eren unipersonals (40 homes vivint sols i 24 dones vivint soles), 52 parelles sense fills, 64 parelles amb fills i 12 famílies monoparentals amb fills.
La població ha evolucionat segons el següent gràfic:
Habitants censats

### Habitatges
El 2007 hi havia 216 habitatges, 192 eren l'habitatge principal de la família, 9 eren segones residències i 15 estaven desocupats. 173 eren cases i 43 eren apartaments. Dels 192 habitatges principals, 141 estaven ocupats pels seus propietaris, 47 estaven llogats i ocupats pels llogaters i 4 estaven cedits a títol gratuït; 1 tenia una cambra, 23 en tenien dues, 13 en tenien tres, 36 en tenien quatre i 119 en tenien cinc o més. 143 habitatges disposaven pel capbaix d'una plaça de pàrquing. A 80 habitatges hi havia un automòbil i a 76 n'hi havia dos o més.

### Piràmide de població
La piràmide de població per edats i sexe el 2009 era:
| Homes | Edats   | Dones |
| ----- | ------- | ----- |
| 0     | 95 o +  | 0     |
| 2     | 90 a 94 | 1     |
| 0     | 85 a 89 | 8     |
| 2     | 80 a 84 | 7     |
| 6     | 75 a 79 | 9     |
| 12    | 70 a 74 | 6     |
| 18    | 65 a 69 | 20    |
| 11    | 60 a 64 | 19    |
| 3     | 55 a 59 | 4     |
| 10    | 50 a 54 | 7     |
| 9     | 45 a 49 | 8     |
| 15    | 40 a 44 | 7     |
| 19    | 35 a 39 | 16    |
| 13    | 30 a 34 | 21    |
| 14    | 25 a 29 | 7     |
| 4     | 20 a 24 | 8     |
| 12    | 15 a 19 | 6     |
| 17    | 10 a 14 | 4     |
| 11    | 5 a 9   | 13    |
| 10    | 0 a 4   | 9     |

## Economia
El 2007 la població en edat de treballar era de 271 persones, 207 eren actives i 64 eren inactives. De les 207 persones actives 183 estaven ocupades (104 homes i 79 dones) i 24 estaven aturades (11 homes i 13 dones). De les 64 persones inactives 14 estaven jubilades, 21 estaven estudiant i 29 estaven classificades com a «altres inactius».

### Ingressos
El 2009 a Maizières-lès-Vic hi havia 197 unitats fiscals que integraven 479 persones, la mediana anual d'ingressos fiscals per persona era de 14.604 €.

### Activitats econòmiques
Dels 7 establiments que hi havia el 2007, 1 era d'una empresa alimentària, 1 d'una empresa de construcció, 1 d'una empresa de comerç i reparació d'automòbils, 1 d'una empresa de transport, 1 d'una empresa d'hostatgeria i restauració, 1 d'una empresa de serveis i 1 d'una entitat de l'administració pública.
Dels 4 establiments de servei als particulars que hi havia el 2009, 1 era una oficina de correu, 1 lampisteria, 1 electricista i 1 restaurant.
L'únic establiment comercial que hi havia el 2009 era una fleca.
L'any 2000 a Maizières-lès-Vic hi havia 14 explotacions agrícoles que ocupaven un total de 1.408 hectàrees.

## Equipaments sanitaris i escolars
El 2009 hi havia una escola elemental integrada dins d'un grup escolar amb les comunes properes formant una escola dispersa.

## Poblacions més properes
El següent diagrama mostra les poblacions més properes.